# Finale de la Ligue Europa 2009-2010
La finale de la Ligue Europa 2009-2010 est la 39e finale de la Ligue Europa de l'UEFA, et la 1re depuis la réforme de l’ancienne Coupe UEFA. Ce match de football a lieu le 12 mai 2010 à l'HSH Nordbank Arena de Hambourg, en Allemagne.
Elle oppose l'équipe espagnole de l'Atlético Madrid aux Anglais de Fulham. Le match se termine par une victoire des Madrilènes sur le score de 2 buts à 1, il s'agit de leur premier titre dans la compétition.
Vainqueur de la finale, l'Atlético Madrid est à ce titre qualifié pour la Supercoupe d'Europe 2010 contre l'Inter Milan, vainqueur de la finale de la Ligue des champions.

## Parcours des finalistes
Note : dans les résultats ci-dessous, le score du finaliste est toujours donné en premier (D : domicile ; E : extérieur).
| Rang | Équipe          | Pts | J | G | N | P | Bp | Bc | Diff |
| ---- | --------------- | --- | - | - | - | - | -- | -- | ---- |
| 1    | Chelsea FC      | 14  | 6 | 4 | 2 | 0 | 11 | 4  | +7   |
| 2    | FC Porto        | 12  | 6 | 4 | 0 | 2 | 8  | 3  | +5   |
| 3    | Atlético Madrid | 3   | 6 | 0 | 3 | 3 | 3  | 12 | -9   |
| 4    | APOEL Nicosie   | 3   | 6 | 0 | 3 | 3 | 4  | 7  | -3   |

| Rang | Équipe     | Pts | J | G | N | P | Bp | Bc | Diff |
| ---- | ---------- | --- | - | - | - | - | -- | -- | ---- |
| 1    | AS Rome    | 13  | 6 | 4 | 1 | 1 | 10 | 5  | +5   |
| 2    | Fulham FC  | 11  | 6 | 3 | 2 | 1 | 8  | 6  | +2   |
| 3    | FC Bâle    | 9   | 6 | 3 | 0 | 3 | 10 | 7  | +3   |
| 4    | CSKA Sofia | 1   | 6 | 0 | 1 | 5 | 2  | 12 | -10  |

## Match

### Feuille de match
| 12 mai 2010 | Atlético Madrid | 2 - 1 ap       | Fulham FC  | HSH Nordbank Arena, Hambourg                    |                                                 |
| 20h45 CEST  | Forlán 32e 116e | (1 - 1, 1 - 1) | Davies 37e | Spectateurs : 49 000 Arbitrage : Nicola Rizzoli | Spectateurs : 49 000 Arbitrage : Nicola Rizzoli |
| 20h45 CEST  | Rapport         |                |            | Spectateurs : 49 000 Arbitrage : Nicola Rizzoli | Spectateurs : 49 000 Arbitrage : Nicola Rizzoli |

| Atlético Madrid | Fulham |

|                       |    |                    |      |      |
|                       |    |                    |      |      |
| G                     | 43 | David de Gea       |      |      |
| AD                    | 17 | Tomáš Ujfaluši     |      |      |
| DC                    | 21 | Luis Perea         |      |      |
| DC                    | 18 | Álvaro Domínguez   |      |      |
| AG                    | 3  | Antonio López      |      |      |
| MD                    | 19 | José Antonio Reyes |      | 78e  |
| MC                    | 12 | Paulo Assunção     |      |      |
| MC                    | 8  | Raúl García        | 114e |      |
| MG                    | 20 | Simão              |      | 68e  |
| AC                    | 7  | Diego Forlán       | 117e |      |
| AC                    | 10 | Sergio Agüero      |      | 119e |
| Remplaçants :         |    |                    |      |      |
| G                     | 42 | Joel Robles        |      |      |
| D                     | 2  | Juan Valera        |      | 119e |
| D                     | 16 | Juanito            |      |      |
| D                     | 24 | Leandro Cabrera    |      |      |
| M                     | 6  | Ignacio Camacho    |      |      |
| M                     | 9  | José Manuel Jurado |      | 68e  |
| A                     | 14 | Eduardo Salvio     | 107e | 78e  |
| Entraîneur :          |    |                    |      |      |
| Quique Sánchez Flores |    |                    |      |      |

| Homme du match : Diego Forlán (Atlético) Arbitres assistants : Cristiano Copelli Luca Maggiani Paolo Tagliavento Andrea De Marco Quatrième arbitre : Gianluca Rocchi Arbitre de réserve : Nicola Nicoletti |

|               |    |                    |     |      |
|               |    |                    |     |      |
| G             | 1  | Mark Schwarzer     |     |      |
| AD            | 6  | Chris Baird        |     |      |
| DC            | 18 | Aaron Hughes       |     |      |
| DC            | 5  | Brede Hangeland    | 63e |      |
| AG            | 3  | Paul Konchesky     |     |      |
| MD            | 16 | Damien Duff        |     | 84e  |
| MC            | 20 | Dickson Etuhu      |     |      |
| MC            | 13 | Danny Murphy       |     | 118e |
| MG            | 29 | Simon Davies       |     |      |
| MO            | 11 | Zoltán Gera        |     |      |
| AC            | 25 | Bobby Zamora       |     | 55e  |
| Remplaçants : |    |                    |     |      |
| G             | 19 | Pascal Zuberbühler |     |      |
| D             | 4  | John Paintsil      |     |      |
| M             | 17 | Bjørn Helge Riise  |     |      |
| M             | 23 | Clint Dempsey      |     | 55e  |
| M             | 27 | Jonathan Greening  |     | 118e |
| M             | 34 | Kagisho Dikgacoi   |     |      |
| A             | 10 | Erik Nevland       |     | 84e  |
| Entraîneur :  |    |                    |     |      |
| Roy Hodgson   |    |                    |     |      |

### Statistiques
| Statistique    | Atlético Madrid | Fulham |
| -------------- | --------------- | ------ |
| Buts           | 1               | 1      |
| Tirs           | 12              | 4      |
| Tirs cadrés    | 7               | 2      |
| Possession     | 52%             | 48%    |
| Corners        | 7               | 0      |
| Fautes         | 5               | 7      |
| Hors-jeux      | 0               | 3      |
| Cartons jaunes | 0               | 0      |
| Cartons rouges | 0               | 0      |

| Statistique    | Atlético Madrid | Fulham |
| -------------- | --------------- | ------ |
| Buts           | 0               | 0      |
| Tirs           | 8               | 4      |
| Tirs cadrés    | 1               | 1      |
| Possession     | 55%             | 45%    |
| Corners        | 1               | 1      |
| Fautes         | 3               | 7      |
| Hors-jeux      | 0               | 5      |
| Cartons jaunes | 0               | 1      |
| Cartons rouges | 0               | 0      |

| Statistique    | Atlético Madrid | Fulham |
| -------------- | --------------- | ------ |
| Buts           | 1               | 0      |
| Tirs           | 7               | 3      |
| Tirs cadrés    | 2               | 0      |
| Possession     | 56%             | 44%    |
| Corners        | 1               | 1      |
| Fautes         | 7               | 3      |
| Hors-jeux      | 0               | 1      |
| Cartons jaunes | 3               | 0      |
| Cartons rouges | 0               | 0      |

| Statistique    | Atlético Madrid | Fulham |
| -------------- | --------------- | ------ |
| Buts           | 2               | 1      |
| Tirs           | 27              | 11     |
| Tirs cadrés    | 10              | 3      |
| Possession     | 54%             | 46%    |
| Corners        | 9               | 2      |
| Fautes         | 15              | 17     |
| Hors-jeux      | 0               | 9      |
| Cartons jaunes | 3               | 1      |
| Cartons rouges | 0               | 0      |